# Suicide Squad: Điệp vụ cảm tử
The Suicide Squad là phim siêu anh hùng của Mỹ dựa trên biệt đội cùng tên của DC Comics. Được sản xuất bởi DC Films, Atlas Entertainment và The Safran Company và phân phối bởi Warner Bros., phim sẽ là hậu truyện của Biệt đội cảm tử (2016) và là phim thứ 10 của Vũ trụ Mở rộng DC (DCEU). Phim được viết kịch bản và đạo diễn bởi James Gunn và tập hợp dàn diễn viên bao gồm Margot Robbie, Idris Elba, John Cena, Joel Kinnaman, Sylvester Stallone, Viola Davis, Jai Courtney và Peter Capaldi và Daniela Melchior. Trong phim, một lực lượng đặc nhiệm (bao gồm các tù nhân) có nhiệm vụ phá huỷ một nhà tù và phòng thí nghiệm thời Đức Quốc Xã.
Ban đầu, David Ayer dự định trở lại để quay phần hậu truyện của Biệt đội cảm tử vào tháng 3 năm 2016. Tuy nhiên, thay vào đó, tháng 10 năm đó, ông lựa chọn phát triển một bộ phim về Gotham City Sirens. Warner Bros. cân nhắc vài đạo diễn có thể thay thế Ayer trước khi thuê Gavin O'Connor vào tháng 9 năm 2017. O'Connor rời dự án vào tháng 10 năm 2018, và James Gunn được thuê để viết kịch bản và đạo diễn phim sau khi tạm thời bị Disney và Marvel Studios sa thải khỏi dự án Guardians of the Galaxy Vol. 3 (2023). Gunn lấy cảm hứng từ phim chiến tranh và bộ truyện Suicide Squad của John Ostrander vào thập niên 1980, và ông quyết định khám phá các nhân vật mới trong một cốt truyện tách biệt với cốt truyện của phần phim thứ nhất, mặc dù dàn cast vẫn có vài diễn viên trở lại từ Biệt đội cảm tử. Quá trình quay phim bắt đầu ở Atlanta vào tháng 9 năm 2019, và kết thúc ở Panama vào tháng 2 năm 2020.
The Suicide Squad dự kiến khởi chiếu tại các rạp và được phát trên nền tảng chiếu phim trực tuyến HBO Max tại Mỹ vào ngày 6 tháng 8 năm 2021.

## Nội dung
Sĩ quan tình báo Amanda Waller thành lập hai Biệt đội cảm tử bao gồm những tội phạm nguy hiểm trong nhà tù Belle Reve, họ đồng ý đi làm nhiệm vụ để được giảm án tù. Nhà tù đã cấy bom nanite vào cổ từng thành viên, nếu họ muốn bỏ trốn hoặc chống lệnh thì sẽ bị hành quyết. Họ được cử đến đảo quốc Corto Maltese ở Nam Mỹ và có nhiệm vụ phá hủy phòng thí nghiệm Jötunheim từ thời Đức Quốc Xã, nơi có chứa một sản phẩm được gọi là "Dự án Sao biển". Trong lúc đổ bộ, Biệt đội đầu tiên đã bị quân đội Corto Maltese phục kích, chỉ còn Đại tá Rick Flag và Harley Quinn sống sót. Biệt đội thứ hai gồm có Bloodsport, Peacemaker, Ratcatcher 2, King Shark và Polka-Dot Man đã đổ bộ lên đảo thành công mà không gặp khó khăn gì. Họ tìm thấy Flag trong khu trại của quân du kích và thuyết phục thủ lĩnh Sol Soria giúp đỡ họ.
Harley bị bắt rồi bị đưa đến thành phố thủ đô, cô biết được Tổng thống Silvio Luna có kế hoạch sử dụng Dự án Sao biển để chống lại những quốc gia khác. Harley bắn chết Luna và bị bắt giam. Trong khi đó, Biệt đội bắt được Thinker, nhà khoa học chính trong việc nghiên cứu Dự án Sao biển. Harley chạy thoát và đi cùng những đồng đội của mình, họ sử dụng Thinker để đột nhập vào Jötunheim. Biệt đội đặt thuốc nổ trong tòa nhà, Thinker dẫn Flag và Ratcatcher 2 xuống phòng thí nghiệm dưới lòng đất. Thinker tiết lộ rằng Dự án Sao biển chính là Starro, một con sao biển khổng lồ ngoài hành tinh có thể tạo ra những bản sao nhỏ để giết người và kiểm soát thân xác họ. Starro được chính phủ Mỹ đưa về Trái Đất, họ bí mật tài trợ cho việc nghiên cứu nó ở Corto Maltese suốt ba mươi năm qua, sử dụng hàng ngàn công dân của đảo quốc này làm đối tượng thí nghiệm.
Flag quyết định công khai ổ đĩa cứng có chứa chứng cứ về cuộc thí nghiệm cho cả thế giới biết, nhưng anh bị giết bởi Peacemaker, người nhận lệnh bí mật từ Waller nhằm che giấu việc chính phủ Mỹ có liên quan đến cuộc thí nghiệm. Ở bên ngoài, quân đội Corto Maltese kéo đến bao vây Jötunheim. Ở tầng trên, Polka-Dot Man vô tình gây ra một vụ nổ khiến một phần tòa nhà sụp đổ. Peacemaker định giết Ratcatcher 2 vì cô đã biết sự thật về Starro, đúng lúc đó Bloodsport bắn Peacemaker và lấy ổ đĩa.
Starro thoát ra khỏi Jötunheim, giết Thinker và quân đội rồi bắt đầu tàn phá đảo quốc. Waller ra lệnh cho Biệt đội trở về vì nhiệm vụ của họ đã hoàn tất nhưng họ quyết định quay lại tiêu diệt Starro. Waller tức giận chuẩn bị hành quyết Biệt đội thì bị đánh gục bởi cấp dưới. Trong trận chiến, Polka-Dot Man bị giết, Ratcatcher 2 điều khiển toàn bộ chuột trong thành phố tấn công Starro, Harley đâm thủng mắt của Starro, cho phép đàn chuột tràn vào trong cắn hệ thống thần kinh của nó, giết chết nó. Quân du kích của Soria đã lật đổ chính phủ hiện tại và chuẩn bị thành lập chính phủ mới. Bloodsport bắt buộc Waller trả tự do cho Biệt đội, đổi lại anh sẽ giữ bí mật về ổ đĩa. Sau đó Bloodsport, Harley, Ratcatcher 2 và King Shark lên máy bay rời khỏi Corto Maltese. Trong cảnh hậu danh đề, Weasel - một thành viên của Biệt đội đầu tiên - tỉnh lại ở bãi biển và bỏ chạy vào rừng. Peacemaker vẫn còn sống và đang nằm trong bệnh viện dưới sự giám sát của cấp dưới của Waller.

## Âm nhạc
Tháng 5 năm 2020, John Murphy được giao việc soạn nhạc cho phim. Ban đầu, Tyler Bates, người từng viết nhạc cho các phim trước đó của James Gunn, đã gắn bó với việc soạn nhạc cho The Suicide Squad, nhưng cuối cùng ông đã rời dự án. Trong quá trình tiền sản xuất, Bates đã viết nhạc để Gunn sử dụng trên phim trường, giống như ông đã từng làm cho Gunn với chuỗi phim Guardians of the Galaxy.

## Phát hành
The Suicide Squad được Warner Bros. Pictures dự kiến khởi chiếu tại các rạp tại Mỹ vào ngày 6 tháng 8 năm 2021. Cũng từ ngày đó, phim sẽ được phát trên nền tảng chiếu phim trực tuyến HBO Max trong vòng 1 tháng. Warner Bros. đã công bố ngày phát hành chung tại rạp và trực tuyến giữa thời điểm đại dịch COVID-19.